# Camp de refugiats Kara Tepe
Kara Tepe, del turc "turó negre", és un camp de refugiats que es troba a uns 2,5 km al nord-est de Mitilene, la capital de l'illa de Lesbos. Kara Tepe va ser el lloc que es va elegir per destinar les persones del camp de refugiats de Mória, que era el més gran d'Europa, després de l'incendi del 10 de setembre del 2020 que el va arrasar.

## Història

### Origen
El 2016 el camp estava gestionat pel municipi de Mitilene i l'ACNUR en col·laboració amb les ONG que hi operen. El gestor del lloc és Michail Batzakis. L'objectiu del camp és proporcionar habitatge temporal als sol·licitants d'asil mentre esperen els seus processos de registre.
Kara Tepe es va fer per donar cabuda a famílies vulnerables. La majoria de les persones que viuen al camp són d'origen afganès, iraquià o sirià. Segons una enquesta duta a terme el desembre de 2016, els sol·licitants d'asil van passar una mitjana de quatre mesos al campament de Kara Tepe. Els sol·licitants d'asil que viuen a Kara Tepe poden sortir i tornar a entrar al lloc diàriament. Els serveis del lloc són gestionats, en gran part, per diverses ONG, entre elles: IRC, Metges del Món, Metadrasi, SOS Villages, Càritas, Movement on the Ground i Why we Carry. Metges Sense Fronteres té una clínica a Mytilini que dona servei a pacients del camp de Kara Tepe que els remeten equips de divulgació.
Tot i que Kara Tepe ha estat lloada per la seva infraestructura i el seu ambient comunitari, els residents de Kara Tepe i l'administració del camp encara s'enfronten a molts desafiaments. Aquests reptes inclouen accés inadequat a l'electricitat, espai i recursos limitats per a la preparació d'aliments, restriccions a l'ocupació o manca d'intervencions específiques de salut mental per a joves. L'agost de 2017, la capacitat d'allotjament de Kara Tepe es va ampliar un 56% per donar cabuda a fins a 1.300 persones. L'ACNUR va informar que el 2017 s'havien instal·lat 260 noves unitats d'allotjament al camp.

### Incendi del camp de Mória
Kara Tepe és el lloc que es va elegir per destinar les persones del camp de refugiats de Mória, que era el més gran d'Europa, després de l'incendi del 10 de setembre del 2020 que el va arrasar. Inicialment, els refugiats tenien l'ordre de passar almenys 25 dies al camp de Moria abans de ser traslladats a Kara Tepe, però, a causa de la massificació dels camps de les illes, el trasllat a Kara Tepe es fa segons les necessitats. El desembre del 2017 hi havia 990 refugiats registrats al camp de Kara Tepe. Des d'aquell moment no hi ha actualitzacions oficials de la xifra.